# Edvin Larsson (konstnär)
Axel Edvin Larsson, född 1885 i Eskilstuna, död 1941 i Eskilstuna, var en svensk målare, tecknare och skulptör.
Han var gift med Elsa Erika Andersson och far till Carl-Marcus Larsson, Han studerade vid Valands målarskola i Göteborg i mitten av 1910-talet. Han var verksam som konstnär i Köpenhamn och Odense 1920–1926. Larsson är representerad med ett gipsporträtt vid Eskilstuna ålderdomshem och med oljemålningen Smeden Skog vid Rademachersmedjorna i Eskilstuna samt med oljemålningen Skymning vid Eskilstuna konstmuseum. En minnesutställning med hans konst visades i Eskilstuna 1944.